# Baiser de paix
Pour un article plus général, voir Baiser.

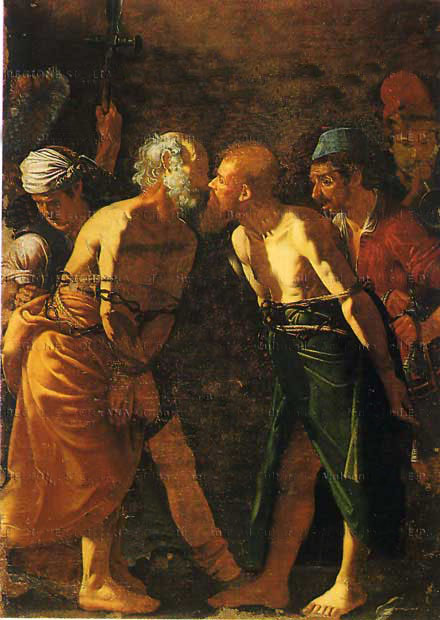
Détail d'un tableau d'Alonzo Rodriguez montrant un baiser de Paix

Le baiser de paix est une coutume ancienne chrétienne de salutations. Évoqué dans les épîtres de saint Paul et de saint Pierre comme geste signifiant l’unité de la communauté chrétienne, il est passé comme geste liturgique dans la célébration de l’Eucharistie, comme 'signe de paix' (qui n'est plus nécessairement un baiser).

## Histoire
Au temps des patriarches, c'est-à-dire avant le 1er millénaire, il était coutume pour les hommes de se saluer les uns les autres avec un baiser sur les lèvres. Ce fut aussi une tradition dans la Judée ancienne pratiquée également par les chrétiens. Dans le début du Ier siècle, Paul de Tarse et Pierre recommandèrent, dans leurs lettres qui sont présentes dans le Nouveau Testament, le baiser de paix entre croyants —ils parlent en fait de “baiser saint”, en latin, “osculum sanctum”— et cette pratique se répandit dans le christianisme. Au Moyen Âge, on trouve des écrits de l'Église catholique qui attestent que cette recommandation était toujours actuelle, notamment l'osculum pacis (baiser de la paix) lors du contrat vassalique.

## Dans l'Église
Cette pratique subsiste ou a été réintroduite dans les églises traditionnelles, telles l'Église catholique romaine, les Églises catholiques orientales, l'Église orthodoxe, certaines églises protestantes ainsi que dans des églises  évangéliques, comme l'Apostolic Christian Church.